# Philibert Orry

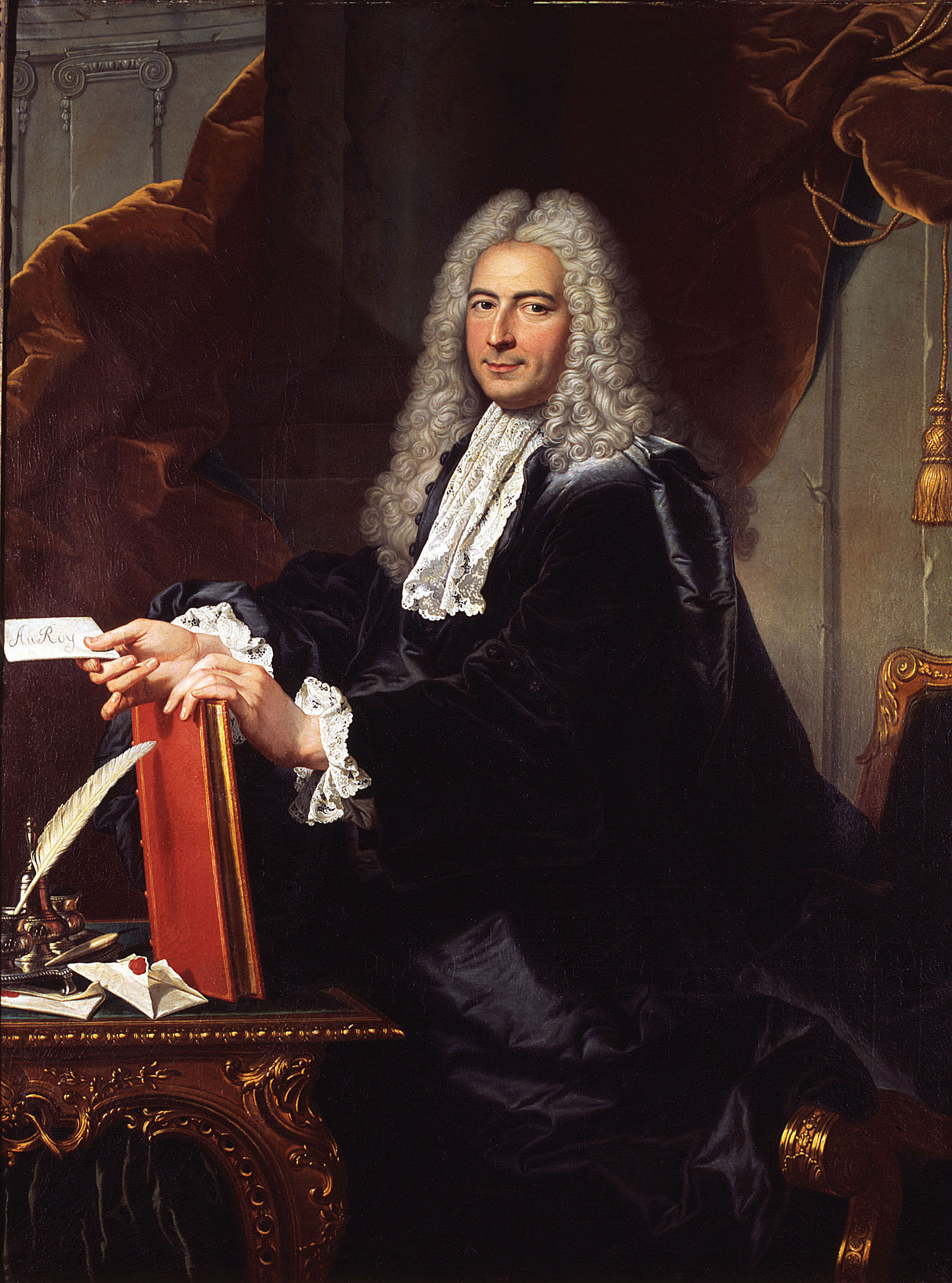
Orry na obrazu od Rigauda

Philibert Orry, hrabě z Vignory a pán La Chapelle-Godefroy (22. ledna 1689. Troyes –  9. listopadu 1747. La Chapelle-Godefroy), byl francouzský státník.

## Život
Narodil se jako páté dítě Jeana Orryho, předního ekonoma, Philibert Orry sloužil jako kapitán kavalérie během války o španělské dědictví, než se stal členem parlamentu v Paříži. Byl intendantem v Lille (1715-1718), Soissons (1722-1727) a Roussillon (1727-1728).
Orry byl jmenován kontrolorem-generálem financí v roce 1730 a spojil tuto funkci s tím, že byl generálním ředitelem Bâtiments du Roi v roce 1736, po smrti vévody d'Antin. Orry zůstal generálním kontrolorem až do roku 1745, čímž se stal nejdéle nepřetržitě sloužícím držitelem úřadu v osmnáctém století.
Jako generální ředitel budov pořádal dvakrát ročně veřejný pařížský salon. V dubnu 1737 se stal zástupcem ochránce Académie royale de peinture et de sculpture. Markýz d'Argenson mluvil s opovržením o „špatné, buržoazní chuti pana Orryho“. 
Čelil opozici Madame de Pompadour, a proto ze všech úřadů odstoupil v roce 1745.